# 宮原義路
宮原 義路（みやはら よしみち、生没年不詳）は、幕末の高家旗本。岡部豊常の次男。生母は岡部豊矩の養女（実父は松平定休）。養父は宮原義直。通称は彦四郎、義二郎。官位は侍従・弾正大弼従五位下。
実祖父戸田氏倚が高家旗本であったことから、高家旗本の宮原義直の養子に迎えられたと推測される。実父豊常は高家旗本戸田家から旗本岡部家に養子入りしていた。
安政6年（1859年）12月1日、将軍徳川家定に御目見する。同年12月8日、高家見習に就任する。同年12月16日、従五位下・侍従・民部大輔に叙任する。後に弾正大弼に改める。同年12月24日、高家職に就く。明治元年（1869年）7月3日、明治新政府から謹慎を解かれる。それ以前に新政府側に対し敵対的な姿勢を取り、謹慎処分を受けていたと推測される。
その後、義次郎と改名し、明治8年（1876年）に旧知行地の栃木県駒場村へ移住し、同10年（1878年）に同村三柱神社の祠掌を拝命している。